# Estadi de Suez
L'Estadi de Suez (àrab: ملعب السويس, Malʿab as-Suways) és un estadi esportiu de la ciutat de Suez, a Egipte.
És la seu dels clubs Asmant El-Suweis i Petrojet SC. Té una capacitat per a 27.000 espectadors. Va ser inaugurat l'any 1990. Va ser seu de la Copa d'Àfrica de Nacions 2019.